# Chalcidoidea
Super-famille
Les Chalcidiens (Chalcidoidea ou chalcidoïdes en français) forment une super-famille qui regroupe une vingtaine de familles composées en large majorité d'insectes entomophages, principalement des guêpes. Ce sont des hyménoptères térébrants représentant 22 000 espèces au niveau mondial, soit autour des 10 % de la totalité des hyménoptères.
Certaines espèces sont phytophages tels les Agaonidae, Blastophaga sur les figues, les Callinomidae seminivores, quelques Eurytomidae cécidogènes ainsi que les Tanaostigmatidae.
Les familles les plus importantes sont celles des Pteromalidae, Eulophidae, Aphelinidae, Trichogrammatidae et Encyrtidae qui ont fourni 80 % des succès obtenus en lutte biologique classique contre les insectes déprédateurs des cultures ou des milieux forestiers.

## Morphologie

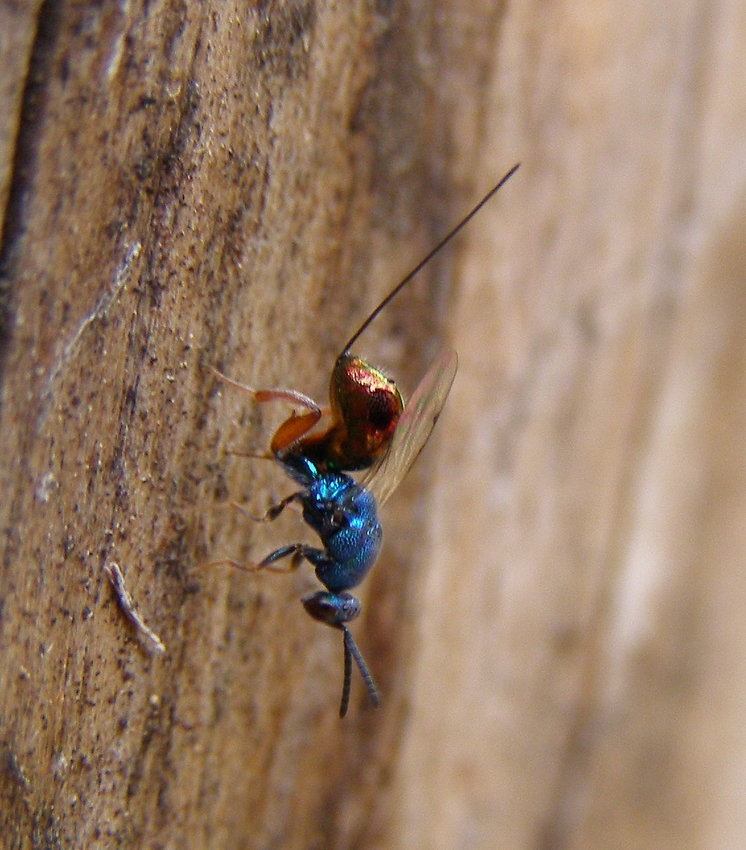
Certaines espèces, telle Torymus calcaratus sont colorées et présentent des reflets métalliques.

Les Chalcidoidea ont en commun avec le groupe des Proctotrupoidea les caractères suivants :
- antennes coudées entre le scape et le pédicelle (à l'exception des Eucharitidae) ;
- scape relativement long ;
- nervation alaire très réduite.

Ils s'en distinguent par :
- très souvent présence du prepectus entre le pronotum et la tégula ;
- si absence, alors éclat métallique ou fémur III épaissi ;
- tête souvent peu sclérifiée ;
- si une couleur est présente, c'est un Chalcidoidea.

## Liste des familles de Chalcidoidea
- Agaonidae (Walker, 1848) : phytophages (fécondation des Ficus) ; 757 espèces décrites
- Aphelinidae (Thomson, 1876) : parasites de pucerons, cochenilles, aleurodes; hyperparasite de cochenilles ; 1100 espèces décrites
- Chalcididae (Latreille, 1817) : parasites de pupes de Lépidoptères, larves de Diptères… ; 1500 espèces décrites
- Elasmidae Forster, 1856 : parasites de Lépidoptères, hyperparasite de Lépidoptères ;200 espèces décrites
- Encyrtidae (Walker, 1837) : parasites de cochenilles en majorité, Lépidoptères… ; 3600 espèces décrites
- Eucharitidae (Latreille, 1809) : parasites de fourmis ; 389 espèces décrites
- Eulophidae (Westwood, 1829)	: parasites de Lépidoptères, Diptères, Pucerons, cochenilles ; 3900 espèces décrites
- Eupelmidae (Walker, 1833) : parasites de Lépidoptères, Cynipides, Coléoptères, Hémiptères, Mantes, Lépidoptères… ; 750 espèces décrites
- Eurytomidae (Walker, 1832) : phytophages en majorité ; 1200 espèces décrites
- Leucospidae (Walker, 1834) : parasites d'Apoidea solitaires (Megachiles) ; 134 espèces décrites
- Mymaridae (Haliday, 1833) : parasites oophages de Coléoptères, Hyménoptères, Hémiptères, Lépidoptères, Névroptères… ; 1300 espèces décrites
- Ormyridae (Forster, 1856) : parasites d'insectes endophytes  (Cynipidae) ; 66 espèces décrites
- Perilampidae (Latreille, 1809) : parasites de Névroptères, Coléoptères, Hyménoptères… ; 229 espèces décrites
- Pteromalidae (Dalman, 1820)	: parasites de Coléoptères, Diptères, Hyménoptères…	; 4000 espèces décrites
- Signiphoridae (Ashmead, 1880) : parasites d'Homoptères, Diptères, hyperparasite d'Encyrtidae ; 78 espèces décrites
- Tanaostigmatidae (Howard, 1890) : phytophages et gallicoles ; 88 espèces décrites
- Tetracampidae (Forster, 1856) : 44 espèces décrites
- Torymidae (Walker, 1833) : phytophages en majorité, parasites d'oothèques de Mantes ; 1500 espèces décrites
- Trichogrammatidae (Haliday et Walker, 1851)	: parasites oophages de Lépidoptères, Coléoptères, cochenilles… ; 700 espèces décrites.